# Лядов, Константин Николаевич
Константи́н Никола́евич Ля́дов (6 [18] мая 1820, Санкт-Петербург ― 7 [19] декабря 1871, Санкт-Петербург) ― русский дирижёр, композитор и пианист, отец А. К. Лядова.

## Биография
Родился 6 (18) мая 1820 года (дата его рождения 28 апреля, указанная на памятнике в Александро-Невской лавре и в литературе – ошибочна) в семье скрипача и дирижёра Николая Григорьевича Лядова (1777—1831); 8 мая был крещён в Покровской Коломенской церкви. 
С марта 1832 года (вместе с братом Михаилом) учился в Петербургском театральном училище; изучал здесь с 1834 года теорию музыки у К. Соливы. С 1839 года уже стал публично выступать как композитор, аранжировщик и дирижёр; за два года в театрах Санкт-Петербурга и Москвы было поставлено шесть спектаклей с его музыкой — в их числе была поставленная в Петербурге на текст, переведённый с французского П. С. Фёдоровым, оперетта-водевиль «Дочь бургомистра».
Окончил театральное училище в 1841 году: «Музыкант Константин Лядов происходя из воспитанников Театрального Училища – по выпуске из оного поступил на службу по театрам 1841 года Марта 23-го [...], с обязанностью набирать и сочинять музыку, разучивать артистам партии пения и в случае надобности дирижировать, в особенности же заниматься в нотной конторе, исправлением переписываемых нот и подписыванием речей на певческих голосах».
Летом 1843 года он провёл отпуск в Вильно и Риге, где познакомился с семьёй купца Антипова, на дочери которого впоследствии женился (а за одного из братьев Антиповых вышла позже младшая сестра Константина Лядова, Елена).
В 1849 году стал фактически главным дирижёром русской оперной труппы, первый главный дирижёр Мариинского театра, с момента его открытия в 1860 году.
Под управлением Лядова состоялась премьера оперы А. С. Даргомыжского «Русалка», А. Н. Серова ― «Юдифь», «Рогнеда» и ряда других. Покинул пост в Мариинском театре в 1869 году из-за болезни. 
В 1862―1864 годах был профессором Петербургской консерватории, преподавал теорию музыки и сольфеджио, вел хоровой класс. 
Написал балет «Две волшебницы», музыку к водевилям, романсы, фортепианные сочинения и др. Самое его известное сочинения — фантазия «Возле речки, возле моста» для хора и оркестра. Оркестровал музыку других композиторов.
Был похоронен на Смоленском православном кладбище; в 1930-х годах захоронение было перенесено в Некрополь мастеров искусств Александро-Невской лавры.